# Quel bravo ragazzo
Quel bravo ragazzo è un film del 2016 diretto da Enrico Lando.

## Trama
Un boss mafioso sul letto di morte viene informato di avere un figlio illegittimo ormai adulto. Lui ne è felice e ordina al suo braccio destro, avvocato Enrico Greco, di portarlo al suo capezzale e prepararlo a diventare il suo successore alla guida dell'organizzazione malavitosa. Sono incaricati di rintracciare il ragazzo e portarlo davanti al boss i due uomini fidati Vito Mancuso e Salvo La Mantia.
Il figlio si chiama Leone, è un ragazzotto ingenuo che vive, da quando è nato, in un orfanotrofio gestito dal bizzarro parroco di un paese siciliano, don Isidoro, mai corrisposto dalla ragazza del paese, Viola, di cui era innamorato perdutamente da anni, e osteggiato dal vigile urbano. La sua vita cambia quando scopre di non essere orfano: Salvo e Vito lo conducono senza grandi problemi nella villa del Boss. Il loro incontro dura pochissimo perché inavvertitamente Leone "uccide" il padre schiacciando i tubi del respiratore, ritrovandosi così come nuovo boss della cosca.
A Vito e Salvo tocca, quindi, il difficile compito di addestrare Leone, compiendo anche missioni al limite dell'assurdo come il recupero di una partita di droga da un narcotrafficante colombiano. Tutte le azioni di Leone sono monitorate da un microfono installato in un rosario dall'agente di polizia Sonia Morbelli che si era finta amica di Leone dopo un incontro al cimitero dove il padre di Leone è seppellito.
Involontariamente, alla riunione per l'elezione del nuovo "capo dei capi", Leone fa arrestare tutti i boss dei clan rivali e, non ricambiato dell'amore di Sonia, che tuttavia gli è affezionata, ritorna all'orfanotrofio dov'era cresciuto, alla sua vita di sempre.

## Produzione

### Riprese
Il film è stato girato nel 2015 in Sicilia, prevalentemente a Ragusa con scene girate al castello di Donnafugata, Ragusa Ibla e Marina di Ragusa. Altre scene sono state girate a Chiaramonte Gulfi nel quartiere San Giovanni ed alla Villa Fegotto, mentre la scena con i colombiani è stata girata al porto di Scoglitti.

### Budget
Il film è costato circa un milione e mezzo di euro.

## Distribuzione
Il film è uscito nelle sale cinematografiche il 17 novembre 2016.

## Colonna sonora
La colonna sonora è firmata da Fabio Gargiulo e da Le stanze di Federico.[3]

## Accoglienza

### Incassi
Il film ha incassato 1.300.000 euro nelle prime due settimane di programmazione e 659.000 euro nel primo weekend.